# Щербиці
Щербиці (пол. Szczerbice, нім. Sczyrbitz) — село в Польщі, у гміні Гашовиці Рибницького повіту Сілезького воєводства.
Населення — 2252 особи (2011).
У 1975-1998 роках село належало до Катовицького воєводства.

## Демографія
Демографічна структура станом на 31 березня 2011 року:
|          | Загалом | Допрацездатний вік | Працездатний вік | Постпрацездатний вік |
| -------- | ------- | ------------------ | ---------------- | -------------------- |
| Чоловіки | 1116    | 255                | 763              | 98                   |
| Жінки    | 1136    | 226                | 685              | 225                  |
| Разом    | 2252    | 481                | 1448             | 323                  |